# Intel Tick-Tock
Il termine Tick-Tock è stato utilizzato da Intel per indicare il proprio approccio allo sviluppo dei microprocessori e utilizzato a partire dalla fine del 2005 fino agli inizi del 2016, attraverso il quale il ciclo di sviluppo delle CPU veniva diviso in diversi "step" (o passi) successivi.
Inizialmente Intel non aveva dato alcun nome ufficiale a tale linea di sviluppo ma nel corso del 2007 l'azienda decise di rinominare tale approccio in "Tick-Tock", sostenendo che esso rappresenta il culmine della propria ottimizzazione delle procedure di sviluppo dei processori.
A causa di un cambiamento strategico, a partire dal 2016 Intel è passata a un nuovo approccio lievemente rallentato in cui ha introdotto una terza fase. Tale nuovo approccio prende il nome di Process, Architecture, Optimization (abbreviato in PAO).

## Ciclo evolutivo delle CPU Intel
L'evoluzione dei microprocessori non dipende esclusivamente dalla progettazione di nuove architetture sempre più efficienti, ma anche dall'evoluzione dei processi produttivi. Negli anni le dimensioni dei transistor che compongono una CPU sono drasticamente diminuite e questo ha consentito di aumentarne notevolmente il numero all'interno di un unico processore, e al contempo di poter impiegare clock via via crescenti.
Per comprendere l'entità di questo fenomeno nel panorama delle soluzioni Intel, è sufficiente vedere l'evoluzione del processo produttivo dal primo processore Pentium (una dei più famosi prodotti dell'azienda) presentato nel 1993 e costruito a 800 nm (nanometri); integrava 3,1 milioni di transistor e funzionava a 60 MHz. Circa 15 anni dopo, a fine 2007, venne presentato il Core 2 Extreme Yorkfield costruito a 45 nm, integrante 820 milioni di transistor e con una frequenza di 3 GHz, mentre nel corso del 2012 vennero presentati i primi processori a 22 nm funzionanti a quasi 4 GHz e dotati di oltre 2 miliardi di transistor.
Secondo l'approccio Tick-Tock, la procedura di continuo sviluppo dei processori Intel si componeva di diversi passaggi, ciascuno a cadenza quasi annuale:

### Sviluppo nuovo processo produttivo (faseTick)
La prima fase, chiamata Tick, consisteva nell'introduzione di un nuovo processo produttivo abbinato ad un'architettura già matura, in modo da procedere all'aggiornamento dei prodotti correnti al nuovo processo produttivo, allo scopo di massimizzare la resa della futura generazione di processori.
Tenendo conto che ovviamente ogni nuovo processo produttivo necessita di un certo tempo per essere messo completamente a punto, Intel decise di iniziare la produzione dei processori destinati al settore mobile che, in considerazione della necessità di contenere il consumo massimo, funzionano a clock ridotti e questo può avvenire anche con processori realizzati quando un nuovo processo produttivo non è ancora al massimo livello di efficienza.
Esempio: il processo produttivo a 65 nm venne presentato a fine 2005 e fu introdotto con il processore mobile Core Duo Yonah, per venire esteso ai Pentium 4 Cedar Mill e Pentium D Presler. A fine 2007 arrivò il Core 2 Duo Penryn, costruito a 45 nm e destinato anch'esso al settore mobile; successivamente anche il Core 2 Extreme Yorkfield e Core 2 Duo Wolfdale vennero basati sul nuovo processo produttivo.

### Sviluppo nuova architettura (faseTock)
Un processo produttivo più avanzato permette di diminuire i consumi e in genere anche di poter aumentare il clock di funzionamento; a questo si aggiunge il fatto che avere processori "più piccoli" significa poterne produrre di più sullo stesso wafer di silicio, con ovvie ripercussioni in termini di costi finali dei prodotti e soprattutto di margini di guadagno da parte del produttore, grazie all'aumento della cosiddetta resa produttiva.
È da sottolineare però, come lo sviluppo di un nuovo processo produttivo sia una difficoltà di tipo tecnico, di competenza quasi esclusiva dell'ingegneria dei materiali e dell'ingegneria meccanica, più che per quella elettronica. Dato che lo scopo dei produttori di microprocessori è quello di aumentare continuamente le cosiddette "Prestazioni per Watt", ovvero migliorare sempre di più l'efficienza di un microprocessore per sfruttarne al massimo il proprio potenziale, diventa necessario sviluppare parallelamente ad un nuovo processo produttivo anche le architetture delle CPU; tale operazione veniva inquadrata da Intel all'interno della cosiddetta fase Tock.
Dall'inizio del 2006, e per i successivi 10 anni, la strategia di Intel è stata quella di introdurre una nuova architettura ogni due anni, alternando tale operazione con la presentazione di un nuovo processo produttivo. Proprio nel 2006 venne presentata la Intel Core Microarchitecture, successiva alla NetBurst utilizzata nei Pentium 4 e Pentium D. A fine 2008 fu la volta dell'architettura Nehalem, a fine 2010 di Sandy Bridge e nella metà del 2013 di Haswell, a cui poi è seguita nel 2015 Skylake .
Esempio: I processori basati sull'architettura Core, a parità di clock erano 2 volte più veloci di quelli basati su NetBurst, pur consumando circa la metà (65 W contro 130 W), quindi erano 4 volte più efficienti. Le architetture successive, essendo tutte evoluzioni dell'originaria "Core" non hanno fatto segnare incrementi tanto eclatanti pur aumentando l'efficienza di circa il 20-30% a ogni generazione.

## Soluzioni intermedie derivate

### Derivazione di processori a basso costo
Quando viene creato un Wafer di processori, viene in genere creato contenente i core più avanzati possibile. Teoricamente questi core dovrebbero essere tutti uguali e poter funzionare tutti al clock massimo consentito dal progetto; la realtà invece è molto diversa, e su un unico Wafer sono pochi i core che hanno queste caratteristiche d'eccellenza. Spesso le versioni economiche dei chip, come i Celeron, sono in realtà esemplari dei più blasonati "fratelli maggiori" la cui resa produttiva non è stata perfetta, quindi re-immessi sul mercato dopo averli testati a averne disabilitato una parte della cache o ridotto la frequenza massima di funzionamento, o il clock del bus. Si tratta di un metodo relativamente semplice per ridurre gli sprechi e sfruttare l'intera produzione.
Tra le strategie di Intel per raggiungere tutte le fasce di mercato vi è proprio quella di derivare dei prodotti a basso costo per massimizzare resa e profitti. In alcuni casi vengono prodotte direttamente CPU con cache limitata, in modo che ogni core occupi sul wafer una superficie ridotta e di conseguenza sia possibile produrre molti più core su un'unica "fetta" di silicio.
Esempio: Esistevano alcuni modelli di Core 2 Duo Conroe, commercializzati con solo 2 MB di cache invece che dei 4 MB originari, ed erano ottenute disabilitando una parte della cache. Esisteva però anche una versione prodotta direttamente con 2 MB e veniva indicata come Allendale, mentre per la fascia più economica del mercato arrivò il core Conroe-L che in alcune versioni era addirittura single core (e veniva commercializzato con il nome di Celeron (serie xxx)) in cui era stato disabilitato addirittura un intero core.

### Processori più potenti unendo due CPU "normali"
Nel 2005 la "gara" per il raggiungimento delle massime prestazioni da parte dei produttori si è spostata dalla "corsa ai GHz" alla realizzazione di CPU multi core, e da allora si sono sviluppati diversi approcci produttivi per realizzare questo tipo di processori.
Partendo da un progetto di processore ottimizzato per essere single core o dual core, vengono realizzati processori multi core "unendo" due o più core del progetto originario su un unico package mediante, per esempio, un approccio a Die Doppio. Quasi sempre (almeno nelle prime versioni di queste nuove CPU) il clock viene ridotto per non eccedere le specifiche termiche, ma si ottiene un processore con il doppio dei core, con minimi interventi sul progetto originale. Tale approccio non è ovviamente il massimo in termini di prestazioni: un processore multi core costruito mediante l'approccio a Die monolitico consente ai produttori di ottimizzare ogni dettaglio architetturale, ma dal punto di vista commerciale, poter vendere un processore con il doppio dei core con investimenti in termini di sviluppo praticamente nulli, è un'importante "mossa di marketing", che porta evidenti vantaggi sulla concorrenza.
Esempio: Il Pentium D Presler era un dual core ottenuto unendo 2 Pentium 4 Cedar Mill, mentre il Core 2 Extreme Kentsfield veniva realizzato partendo da 2 Core 2 Duo Conroe, dove ciascuno di essi era dual core, per un totale di 4 core per Kentsfield. Allo stesso modo il Core 2 Quad Yorkfield veniva realizzato unendo 2 Core 2 Duo Wolfdale.

## Ripetizione delle varie fasi
I vari passi appena esposti venivano ripetuti con le nuove generazioni di processo produttivo a architetture, così da continuare l'evoluzione delle CPU. Ovviamente con questo approccio non vi è la certezza assoluta che problemi tecnici non previsti possano anche allungare i tempi previsti per le varie introduzioni ma, almeno per i primi 7 anni Intel riuscì a mantenere i propri propositi, mentre negli ultimi 3 ci sono stati lievi slittamenti ma per ragioni legate più all'aspetto commerciale che a reali problematiche tecniche.
A questo punto, è importante sottolineare come nel proprio processo di "Research-Development-Manufacturing" (ricerca, sviluppo, produzione), le tre fasi non fossero semplicemente una la successiva dell'altra, con separazioni nette tra di esse; al contrario, una fase successiva iniziava già durante il completamento della precedente in modo da ottenere un processo maggiormente organico che dovrebbe risultare decisamente più efficiente rispetto ai metodi tradizionali, e soprattutto consentiva ai vari gruppi di sviluppatori che si occupavano di ciascuna delle tre fasi di scambiarsi reciprocamente informazioni per minimizzare l'impatto di eventuali problematiche connesse solo indirettamente a ciascuna di esse.
Esempio: quando il team di sviluppo del processo produttivo a 45 nm decise di utilizzare nuove tecniche realizzative basate sull'adozione di "high-k dielectrics" (strati dielettrici, quindi isolanti, ad alta costante k, ovvero "maggiormente isolanti") e "metal gate transistors" (transistor con terminale di "gate" metallizzato) a base di afnio, ne venne informato il reparto che in quel momento stava sviluppando i processori a 45 nm, in modo che anche lo sviluppo dell'architettura interna tenesse conto di queste innovazioni e potesse adattare di conseguenza alcune scelte progettuali per sfruttare pienamente i vantaggi che tali tecniche erano in grado di fornire.
Continuando il processo di evoluzione, tra la fine del 2008 e l'inizio del 2009 arrivarono i primi processori a 4 core costruiti a Die Monolitico, Bloomfield e Gainestown (che erano basati sull'architettura Nehalem, successiva alla "Core").

## Considerazioni sull'abbinamento "Processo produttivo/Architettura" di Intel
Come anticipato prima, a partire dall'introduzione dell'architettura Core, successiva alla NetBurst e avvenuta a metà 2006, Intel dichiarò l'intenzione di presentare una nuova architettura ogni due anni, in modo da poter tenere il passo con la famosa Legge di Moore. Per aumentare le prestazioni di una CPU mantenendone sotto controllo anche il consumo energetico è necessario non solo ottimizzarne l'architettura, ma anche realizzare i nuovi dispositivi con processi produttivi sempre più raffinati.
Per limitare gli imprevisti delle innovazioni tecnologiche necessarie al rinnovamento generazionale dei propri processori, a partire dagli inizi del 2006 e per i successivi 10 anni, Intel ha seguito una strategia denominata "Tick-Tock": prima veniva introdotta una nuova tecnologia produttiva sulla base di un'architettura già collaudata (la fase "Tick") e in seguito, quando tale tecnologia era in grado di fornire rese elevate, la si adottava per produrre una nuova architettura (la fase "Tock").
I primi esponenti di questa nuova filosofia di progetto, furono i processori Pentium D Presler (che avevano praticamente la stessa architettura dei precedenti Smithfield) con cui venne introdotto il processo produttivo a 65 nm (fase "Tick"). Dopo aver collaudato la nuova tecnologia costruttiva con queste CPU, Intel passò alla nuova architettura Core dei Core 2 Duo, prodotta sempre a 65 nm (fase "Tock").
In maniera analoga, tra la fine del 2007 e l'inizio del 2008, Intel presentò i processori Penryn e Wolfdale che erano in sostanza dei die-shrink del Core 2 Duo, a 45 nm (fase "Tick"). A fine 2008, quando anche questo processo produttivo era ormai a punto, arrivò l'architettura Nehalem (fase "Tock"). La sua evoluzione Westmere è stata realizzata a 32 nm a partire dai primi mesi del 2010 (fase "Tick"), in modo da collaudare anche questa tecnologia in vista dell'architettura successiva Sandy Bridge, uscita poi nel 2011 (fase "Tock"). L'intenzione dichiarata nel 2006 di Intel, molto ambiziosa, era quella di migliorare il rapporto performance/watt del 300% entro la fine di quel decennio.
Seguendo il medesimo principio, Sandy Bridge venne poi seguita dal die-shrink a 22 nm Ivy Bridge nel 2012 (fase "Tick"), che mantenne quindi la stessa architettura ma introdusse un nuovo processo produttivo. Nel 2013 arrivò anche la successiva architettura Haswell (fase "Tock"), il cui die-shrink a 14 nm ha preso poi il nome di Broadwell (fase "Tick"); quest'ultimo è stato poi seguito nel 2015 dall'architettura Skylake (fase "Tock"). Era previsto che nel 2017 dovesse esserci il passaggio alla successiva fase "Tick" grazie a Cannonlake ma come detto nel corso di quell'anno Intel è progressivamente passata al nuovo approccio di sviluppo PAO, che ha rivisto i piani commerciali.
Questa metodologia di sviluppo, nelle intenzioni di Intel, minimizzava i rischi propri dell'adozione di una nuova tecnologia produttiva con un'architettura a sua volta completamente nuova, consentendo ai progettisti di concentrarsi, ad anni alterni, sulla risoluzione di una sola classe di problemi.